# Некрасовка (Феодосійський район)
Некра́совка (до 1945 року — Кул-Чора́, крим. Qul Çora) — село Феодосійського району Автономної Республіки Крим. Розташоване на півночі району.
Відстань від райцентру до населеного пункта становить 55 кілометрів по прямій.
У 2023 році у проєкті Постанови Верховної Ради України «Про перейменування деяких населених пунктів Автономної Республіки Крим» село запропоновано перейменувати на Кул-Чора.

## Відомі уродженці
- Аблямітова Зоре Аблякимівна (1916—1989) — кримськотатарська вчена у галузях біохімії та морської біології, доктор біологічних наук (1958).
- Сергій Мягков (1972—2022) — військовий, загинув 17 травня 2022 року під час російського ракетного удару по селищу Десна Чернігівської області.[3]